# Les Gaous
Pour plus de détails, voir Fiche technique et Distribution.
Les Gaous est un film britannico-germano-français co-écrit, co-produit et réalisé par Igor Sékulic, sorti en 2003. Il s'agit de son premier long métrage.
« Gaou » est un terme de l'argot ivoirien qui désigne un « villageois naïf », quelqu'un de crédule et de ringard, qui migre vers la ville sans le sou.

## Synopsis
Maurice et Benoît s'ennuient dans leur Dordogne natale. Un soir, Maurice a la mauvaise idée d'emprunter la voiture de son patron pour aller à un gala avec Benoît. La voiture va être encastrée par Guillaume, un Parisien irascible venu passer un week-end en province avec sa compagne, Julie. Maurice jette aussitôt son dévolu sur la jeune femme.
Comme Guillaume refuse de rembourser les dégâts causés à la voiture, Maurice et Benoît vont partir à Paris, afin de le retrouver et de l'obliger à payer. Benoît veut également profiter de ce séjour pour essayer de faire carrière dans le show-business, tandis que Maurice va chercher à séduire Julie.

## Fiche technique
Sauf indication contraire, les informations mentionnées dans cette section peuvent être confirmées par la base de données cinématographiques Unifrance,  présente dans la section « Liens externes ».
- Titre original : Les Gaous
- Réalisation : Igor Sékulic
- Scénario : Jean-Marie Poiré, Rodolphe Sand, Igor Sékulic et David Talbot
- Musique : Vincent Prezioso
- Décors : Bernhard Henrich
- Costumes : Karen Muller Serreau
- Photographie : Dominique Brenguier et Michel Thiriet
- Son : Jean-Marie Blondel (ingénieur)
- Montage : Nicolas Chaudeurge, Glen French, James French
- Production : Claude Carrère et Jean-Marie Poiré
- Production associée : Denis Charvet
- Sociétés de production : Comédie Star - Okay Films ; Carrere group et France Télévisions (coproductions) ; Studio Babelsberg et Matrix Film Finance (coproductions étrangères)
- Sociétés de distribution : Océan Films (France) ; Equinoxe Films (Québec), Filmcoopi (Suisse romande), Les Films de l'Elysée (Belgique)
- Pays de production :  France /  Allemagne /  Royaume-Uni
- Langue originale : français
- Format : couleur - 1,85:1
- Genre : comédie
- Durée : 93 minutes
- Dates de sortie :
  - Québec : 30 novembre 2003
  - Suisse romande : 31 décembre 2003
  - France : 7 juillet 2004
  - Belgique : 20 août 2004

## Distribution
- Matthias Van Khache : Maurice
- Hervé Lassïnce : Benoît
- Richard Bohringer : François Bricard
- Ticky Holgado : Jojo
- Jean-Marie Bigard : Dédé
- Richaud Valls : Guillaume
- Stéphane Soo Mongo : Samir
- Mareva Galanter : Pénélope
- Vincent Moscato : Gérard
- Joël Cantona: le policier en civil
- Élise Perrier : Julie
- Stanislas Forlani : Philippe Bricard
- Urbain Cancelier : le chef gendarme
- Régis Laspalès : Michel
- Philippe Chevallier : Dr Cordier, le vétérinaire
- Cyrielle Clair : Marie-Catherine Bricard
- Virginie Lemoine : une passante dans la rue
- Marie-France Santon : Mme Poncey
- Chantal Ladesou : la patronne du salon de coiffure
- Laurent Lafitte : Bertrand, un invité à la fête
- Max Boublil : le Dealer "Spirale"
- Jean Roch : le garçon du restaurant parisien "La Lorraine"
- Charlotte Julian : Odette, mère de Maurice
- Claire Nader : Daphné
- Stone : la hippie
- Raphaël Mezrahi : le directeur de casting
- Sandrine Molaro : Christiane
- Karim Slama : Khalid
- Martial Odone : Mohamed
- Lakshantha Abenayake : Saïd
- Oscar Copp : Kevin Bricard
- Isabelle Giami : Laurence
- Marcel Philippot : le professeur faculté de médecine
- Jacques Collard : : le producteur
- Cris Campion : le docteur des urgences

## Production
Le tournage a lieu à en Dordogne (Périgueux, Pomport, Bourdeilles, Condat-sur-Trincou et Thiviers), en Gironde (Bordeaux) et à Paris.

### Internet
- Akton, « Les Gaous », sur Nanarland.
- Jérôme Lachasse, « Les Gaous, le « super nanard » qui voulait révolutionner la comédie en France », sur BFM TV, 27 juillet 2021.